# Amores Imaginários
Les Amours Imaginaires (Brasil/Portugal: Amores Imaginários) é um filme canadense do diretor Xavier Dolan, lançado em 2010. Trata-se de uma história de três amigos (Francis, Marie e Nicolas) envolvidos em um triângulo amoroso. O diretor também atua no filme no papel de Francis, e fazem parte do elenco Monia Chokri, Niels Schneider e Anne Dorval.
Por este filme o diretor foi premiado com o Regards Jeunes Prize em 2010 no Festival de Cannes.

## Elenco
- Monia Chokri - Marie
- Niels Schneider - Nicolas
- Xavier Dolan - Francis
- Anne Dorval - Désirée
- Anne-Élisabeth Bossé - Moça 1
- Olivier Morin - Rapaz 1
- Magalie Lépine Blondeau - Moça 2
- Éric Bruneau - Rapaz 2
- Gabriel Lessard - Rapaz 3
- Bénédicte Décary - Moça 3
- François Bernier - Amante 1
- Benoît McGinnis - Amante 2
- François Xavier Dufour - Amante 3
- Anthony Huneault - Antonin
- Patricia Dulasne - Cabeleireira
- Jody Hargreaves - Jody
- Clara Palardy - Clara
- Minou Petrowski - Caixa
- Perrettte Souplex - Cabeleireira
- Sophie Desmarais - Rockabill
- Marie-Christine Cormier - Garçonete
- Louis Garrel - Convidado da festa final (participação especial)

## Recepção
No agregador de críticas Rotten Tomatoes, o filme tem uma classificação de aprovação de 72% com base em 72 resenhas, com uma classificação média de 6,89 / 10. O consenso dos críticos do site diz: "Um filme de arte ao máximo, a premissa intrigante e atraente de Heartbeats às vezes é enterrada pelos floreios cinematográficos do diretor Xavier Dolan." No Metacritic, o filme tem uma pontuação média ponderada de 70 em 100, com base em 21 críticos, indicando "críticas geralmente favoráveis".